# لئو نان
لئو نان (به انگلیسی: Luo Nan) (زادهٔ ۳ نوامبر ۱۹۸۶) شناگر اهل چین است.